# Aleksandra Kovač
Alexandra Covaci sau Alexandra Kovács (în sârbă: Aleksandra Kovač/Александра Ковач; n. 30 septembrie 1972, Belgrad, RS Serbia, RSF Iugoslavia) este o compozitoare și cântăreață sârbă, fiica cea mare a compozitorului Kornelije Kovač. Împreună cu sora sa, Kristina, a făcut parte din formația pop K2, populară în anii 1990 în Iugoslavia.
1. ↑  „Aleksandra Kovač”, Freebase Data Dumps[*] Verificați valoarea |titlelink= (ajutor)